# Lettera di maestà

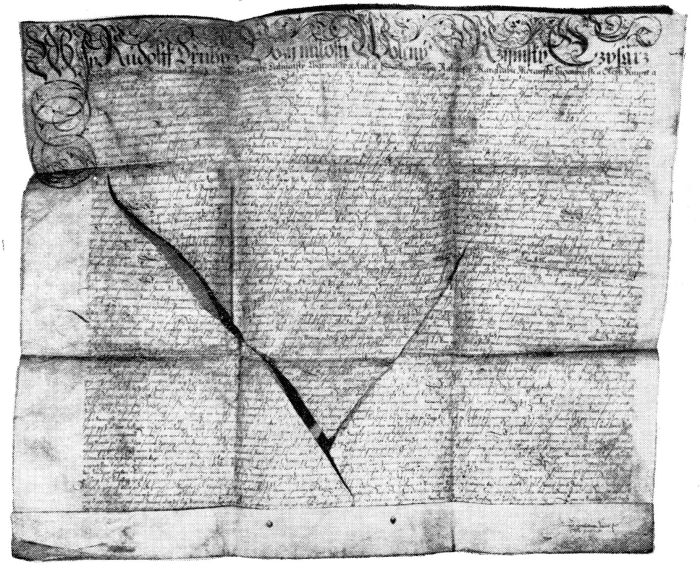
Lettera di maestà

La Lettera di maestà è una lettera scritta da Rodolfo II del Sacro Romano Impero nel 1609 indirizzata a tutti gli abitanti della Boemia.
L'imperatore, seppur riluttante, scrisse un documento con il quale garantì la tolleranza religiosa a cattolici e protestanti in Boemia. Questa stessa lettera, inoltre, istituiva ufficialmente la Chiesa di Stato Protestante Boema. Malgrado l'apertura dimostrata dall'imperatore, ad ogni modo, gli aristocratici boemi rimasero sempre molto sospettosi nei confronti di Rodolfo e intrattennero forti contatti con l'Unione Protestante tedesca. Una lettera simile venne inviata agli abitanti della Slesia.
Nel 1611, ad ogni modo, inspiegabilmente, Rodolfo permise a suo cugino Leopoldo di invadere la Boemia con settemila uomini. Un notevole insieme di truppe boeme riuscì a respingere Leopoldo verso la periferia di Praga e gli Stati Generali boemi chiesero a Mattia del Sacro Romano Impero di prendere le redini del loro governo.